# 天主教布克巴教區
天主教布克巴教區 （拉丁語：Dioecesis Bukobaënsis）是坦桑尼亞一個羅馬天主教教區，位於卡蓋拉區北部。屬姆萬扎總教區。
1951年12月13日設立宗座代牧區，1953年3月25日升為教區。2006年有521,256名教友（佔轄區總人口59.9%）、廿九個堂區、119名司鐸。現任教區主教為德西戴里奥斯·鲁沃马。